# آرشاویر ملکی
آرشاویر ملکی (زاده ۱۳۲۶) یک بازیکن فوتبال ارمنی‌تبار اهل ایران است که سابقه بازی در باشگاه‌های فوتبال شاه‌عزیز، آرارات تهران را دارد.

## زندگی شخصی
آرشاویر ملکی در سال ۱۳۲۶ به دنیا آمد. وی چهار برادر و پنج خواهر دارد. تحصیلات وی در سطح دیپلمه طبیعی است. ملکی به عنوان کارمند نقشه‌کشی در یک شرکت خصوصی فعالیت می‌کرد.

## فعالیت ورزشی
از سال ۱۳۴۲ فعالیت فوتبالی خویش را آغاز نمود در ابتدا عضو باشگاه شاه‌عزیز بود و سپس در سال ۱۳۴۵ اولین مسابقه خویش در دسته اول باشگاه‌های تهران در ترکیب تیم آرارات در مقابل تیم شاهین انجام داد

## گل‌ها
| هفته | تاریخ | مکان | حریف   | گل وی | نتیجه | رویداد |
| ---- | ----- | ---- | ------ | ----- | ----- | ------ |
| یکم  | ۱۳۴۸  |      | نگهبان | ۱–۰   | ۱–۰   |        |